# Zum, zum, zum lilla sommarbi
Zum, zum, zum lilla sommarbi, text av Fritz-Gustaf Sundelöf och musik av Sam Samson, var Ann-Louise Hansons bidrag i Melodifestivalen 1963. Den kom på sämre plats än tredje och anges därför som oplacerad.
Ann-Louise Hansons inspelning låg på Svensktoppen i två veckor under perioden 17-24 mars 1963, och låg då på femte respektive sjunde plats. Hon spelade också in den på en EP, och så gjorde även Lilly Berglund samma år.